# ウズベキスタンプロサッカーリーグ
ウズベキスタンプロフットボールリーグ、略して, UzPFL (Uzbek: Oʻzbekiston professional futbol ligasi / Ўзбекистон профессионал футбол лигаси, OʻzPFL, ЎзПФЛ) — 国のサッカーリーグのシステム全体を管理および監督するサッカー組織。 2008年、アジアサッカー連盟の勧告を受けてウズベキスタンサッカー連盟から分離し、独立組織となった。
スーパーリーグ、プロリーグ、ファーストリーグ、ハイアーリーグ、ファーストフットサルリーグ、ウズベキスタンカップ、リーグカップ、ウズベキスタンスーパーカップ、ウズベキスタンU19およびU21選手権などのプロサッカー大会の運営を調整している。サッカークラブ間の大会を組織し、スポーツや組織・管理活動、関係についての指導を行っている。
ウズベキスタンの省庁、部門、企業、組織と協力して、さまざまなレベルのサッカー競技会の開催を促進している。
ライセンス面ではアジアを代表するリーグの一つである。
2024年3月現在、ウズベキスタンの5つの企業がリーグの公式スポンサーとなっている。

## 歴史
1992年、ウズベキスタンサッカー連盟の組織構造の一部であり、ウズベキスタンでのプロサッカー大会の開催を担当する部門でした。2008年初頭、アジアサッカー連盟はウズベキスタンサッカー連盟にPFLを独立した組織として設立するよう勧告しました。2008年6月20日、ウズベキスタンサッカー協会およびサッカークラブの総会で設立され、7月2日にウズベキスタン共和国法務省に登録されました。 2023年1月10日に世界プロサッカーリーグ協会の会員になりました。

## 目的と目標
ウズベキスタンプロサッカーリーグの主な目標は、ウズベキスタン共和国の領土内で、スーパーリーグ、プロリーグ、ファーストリーグ、ハイアーリーグ、フットサルファーストリーグ、ウズベキスタンカップ、リーグカップ、ウズベキスタンスーパーカップ、ウズベキスタンの全年齢カテゴリーのサッカーチーム間でプロサッカー大会の開催を調整すること、サッカークラブ間の大会の企画と実施、プロサッカー大会の調整、サッカークラブ間の大会の企画と実施、ならびにそれらのスポーツ、組織および管理活動と関係の管理です。

## 指導者
ファルハド・マガメトフが2008年から2017年まで組織の初代責任者を務めた。2017年9月から2019年まではアモン・ガフロフが、2019年から2020年まではダヴロン・ショクルバノフが組織を率いていた。2020年から2022年まで一時的に総裁を務めたディヨル・イマムホジャエフが、2022年に組織の総裁に任命された。
| 名前                       | 任命       | 解任       |
| -------------------------- | ---------- | ---------- |
| ファルハド・マガメトフ     | 04.09.2008 | 04.09.2017 |
| オモン・ガフロフ           | 04.09.2017 | 17.06.2019 |
| ダヴロン・ショクルバノフ   | 17.06.2019 | 26.05.2020 |
| ディヨル・イマムホジャエフ | 26.05.2020 | 今まで     |

### 執行委員会事務
局長、ディヨル・イマームホジャエフ氏。
執行委員会メンバー、ウズベキスタンサッカー協会副会長 オディル・アフメドフ氏。
トゥラベク・アクラモフ氏、実行委員会メンバー、FCロコモティフ・タシケント会長。
バホディール・ミルザエフ氏、執行委員会メンバー、オルマリクFKゼネラルディレクター。
アリシェル・ユスポフ氏、実行委員会メンバー、FCナサフ監督。
オイベッカン・イブラヒムカノフ氏、ウズベキスタンプロフットボールリーグの実行委員会メンバー、法律コンサルタント。

## ウズベキスタンプロサッカーリーグ管轄下の競技

### ウズベキスタン・スーパーリーグ

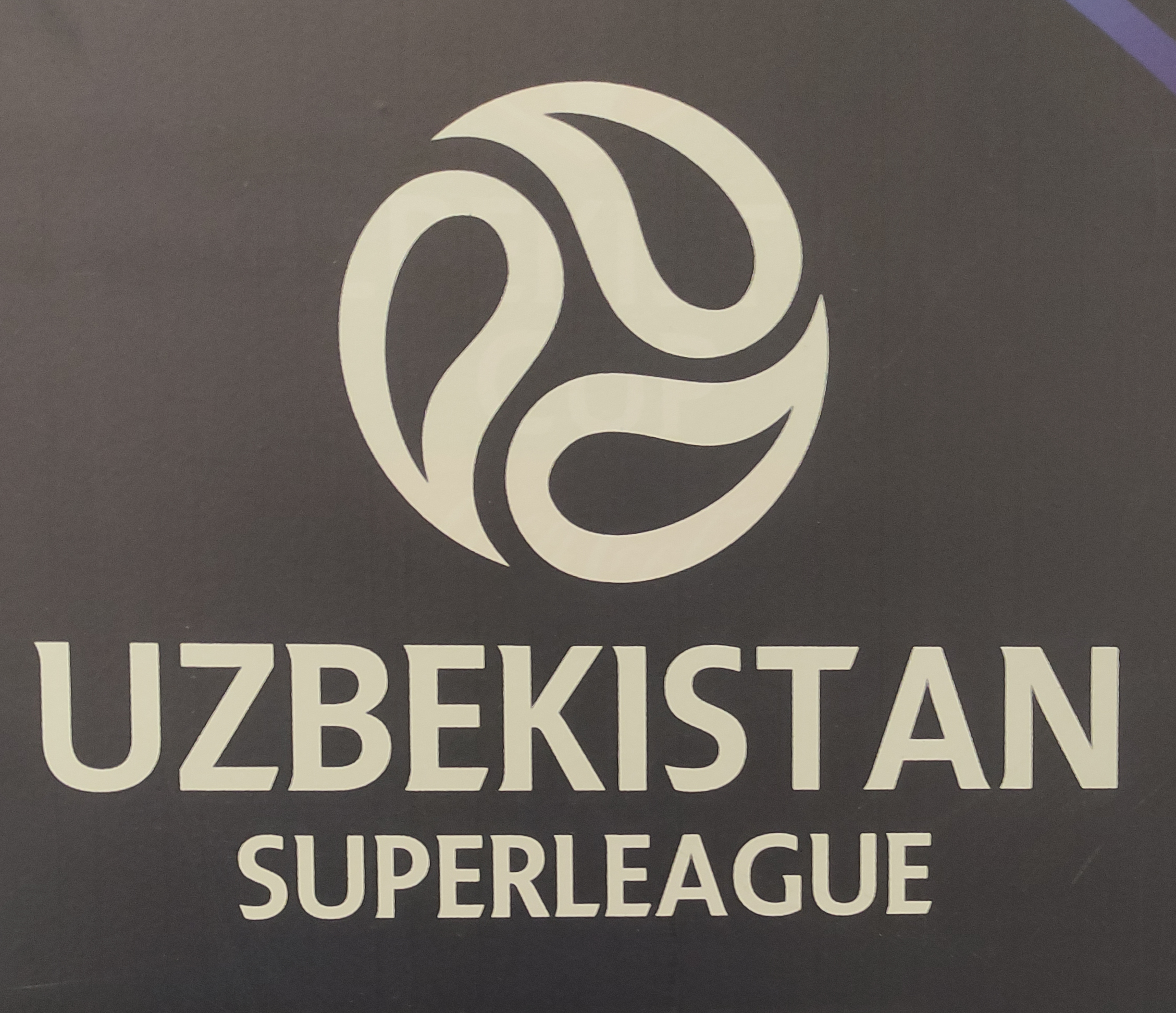
ウズベキスタン・スーパーリーグ

ウズベキスタン・スーパーリーグ(コカコーラ スーパーリーグ)は、ウズベキスタンのサッカー大会システムにおける最高位のリーグで、プロサッカークラブが参加している。1992年にオリイリーグという名前で設立された。合計14チームが参加する。選手権は3月から11月に開催され、各チームは26試合を戦う。2018年まで、この大会は正式にオリイリーグと呼ばれていた。 2019年から、タイトルスポンサーはまずペプシスーパーリーグ、2020年からはコカコーラスーパーリーグと呼ばれるようになる。ウズベキスタン選手権の歴史では、合計41のクラブが参加し、そのうち7つのクラブが優勝している。「パフタコール」- 14回、「ネフチ」- 5回、「ブニョドコル」- 5回、「ロコモティフ」- 3回、「ドゥストリク」- 2回、「MHSK」- 1回、「ナブバホル」- 1回。年によって、ウズベキスタン選手権のチーム数は異なる。最初の年には16チームが選手権に参加しましたが、その後、チーム数は年によって14、18、20になった。2018年には、チャンピオンシップチームの数はかつて12だった。

### ウズベキスタン・カップ
ウズベキスタン・カップは、ウズベキスタンプロサッカーリーグが主催する全国サッカーカップ大会である。ウズベキスタンカップ大会は1992年から開催されている。この大会の初優勝者は ナブバホルです。ウズベキスタンカップの優勝者は、AFC チャンピオンズリーグへの参加権を獲得ある。
パフタコールは、ウズベキスタンカップでの最多優勝回数（13回）の記録を持っている。ブニョドコルとナサフ・カルシの両クラブがそれぞれ4回優勝し、ナブバホルとロコモティフ・タシケントがそれぞれ3回優勝し、ネフチ・フェルガナが2回優勝し、AGMK、アンディジャン、ドゥストリクがそれぞれ1回優勝している。

### ウズベキスタン・リーグカップ
ウズベキスタン・リーグカップは、毎年開催される男子サッカーの大会である。この大会は、ウズベキスタンプロサッカーリーグとウズベキスタンサッカー協会によって2010年から開催されているが、2016年から2018年までは開催されていなかった。ウズベキスタンリーグカップは2019年に初めて開催されました。この大会には、主にウズベキスタンのクラブが参加するが、UzPFLの招待により、キルギスタン、タジキスタン、トルクメニスタン、カザフスタンのサッカークラブも参加する。この大会の最初の優勝者は、タシケントの「パフタコール」である。

### ウズベキスタンスーパーカップ

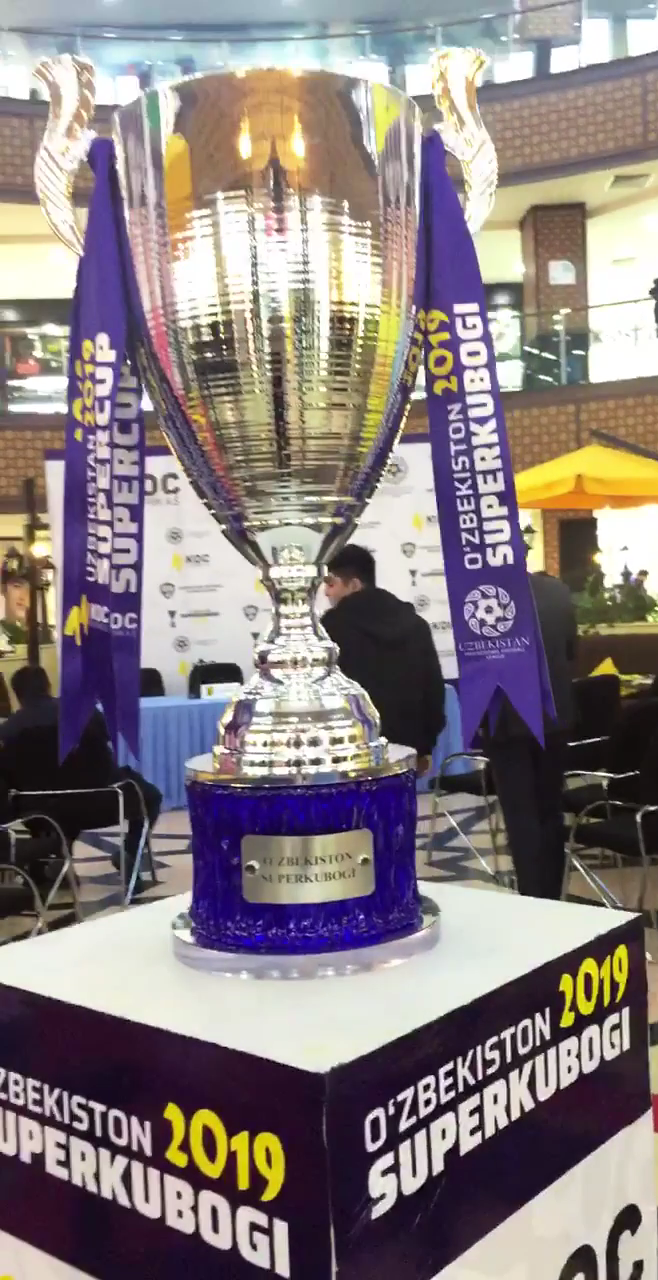
2019 ウズベキスタン スーパーカップ

ウズベキスタンでは毎年シーズン開始前に1試合のプレシーズンサッカー大会が開催される。前シーズンのウズベキスタンリーグとウズベキスタンカップの優勝チームが出場する。

### ウズベキスタンプロリーグ
2017年11月21日、PFL経営陣の決定により、ウズベキスタン・ファーストリーグは2018年シーズンから正式にウズベキスタン・プロリーグに改名された。リーグは18チームから16チームに削減された。

### ウズベキスタン ファーストリーグ
2010年から運営されている。2010年シーズンから、最初のリーグ大会は東部地域と西部地域の2つの地域に分かれている。東部地域のチームは、アンディジャン、ナマンガン、フェルガナ、タシケント地域のサッカークラブで構成されている。西部地域のチームは、シルダリヤ、ジザフ、ナヴォイ、サマルカンド、カシュカダリヤ、スルハンダリヤ、ブハラ、ホラズム地域、カラカルパクスタン共和国のサッカークラブで構成されている。各地域の参加チーム数は12。
ウズベキスタンのファーストリーグは、以前はサッカーシステムにおける2級リーグとして機能していました。2018年にプロリーグが設立された後、ファーストリーグは2020年から再編され、現在は国内で3級リーグとなっている。

### U21チャンピオンシップ
ウズベキスタンのサッカーシステムでスーパーリーグチームのユースチームがプレーする大会。UzPFLの規則に従い、21歳以下の選手が参加する。U21選手権の試合は、メインチームの試合の翌日に開催される。

### U19チャンピオンシップ
19歳未満のユース代表チームは、世界ユースサッカー選手権（U20）、19歳以下アジア選手権（U19）などのトーナメントでウズベキスタンの名誉を守る。スーパーリーグとプロリーグのクラブの19歳未満のチーム間の競争。U19選手権は2021年に創設された。この大会では、2つのトップディビジョンのすべてのクラブが学生とともに勝利を目指して戦う。

### ウズベキスタンフットサルリーグ
ウズベキスタンフットサルリーグはウズベキスタンのフットサル選手権のメイン部門。国内最強のフットサルチームが参加する。この大会は UzPFL が別個の規則に基づいて開催し、優勝チームは最終的にアジア フットサル チャンピオンズ リーグへの参加権を獲得する。

### ウズベキスタンフットサルカップ
ウズベキスタン・フットサルカップは、フットサル・オリィ・リーグとフットサル・ファースト・リーグのチームが参加する毎年恒例の大会である。

### ウズベキスタンフットサルファーストリーグ
プロおよびセミプロのフットサル チームがファースト フットサル リーグに参加する。クラブはファースト フットサル リーグでの地位を競う。

### フットサルU18選手権
U18フットサル選手権は2022年に創設された。この大会はフットサルリーグクラブの18歳未満のフットサル選手のチームが参加して開催され、アジアサッカー連盟のライセンス取得プロセスの条件の1つとなっている。ウズベキスタンフットサルリーグは2007年から開催されている。現在、ウズベキスタンには18歳未満のフットサルチームが17チームある。

## 関連競技

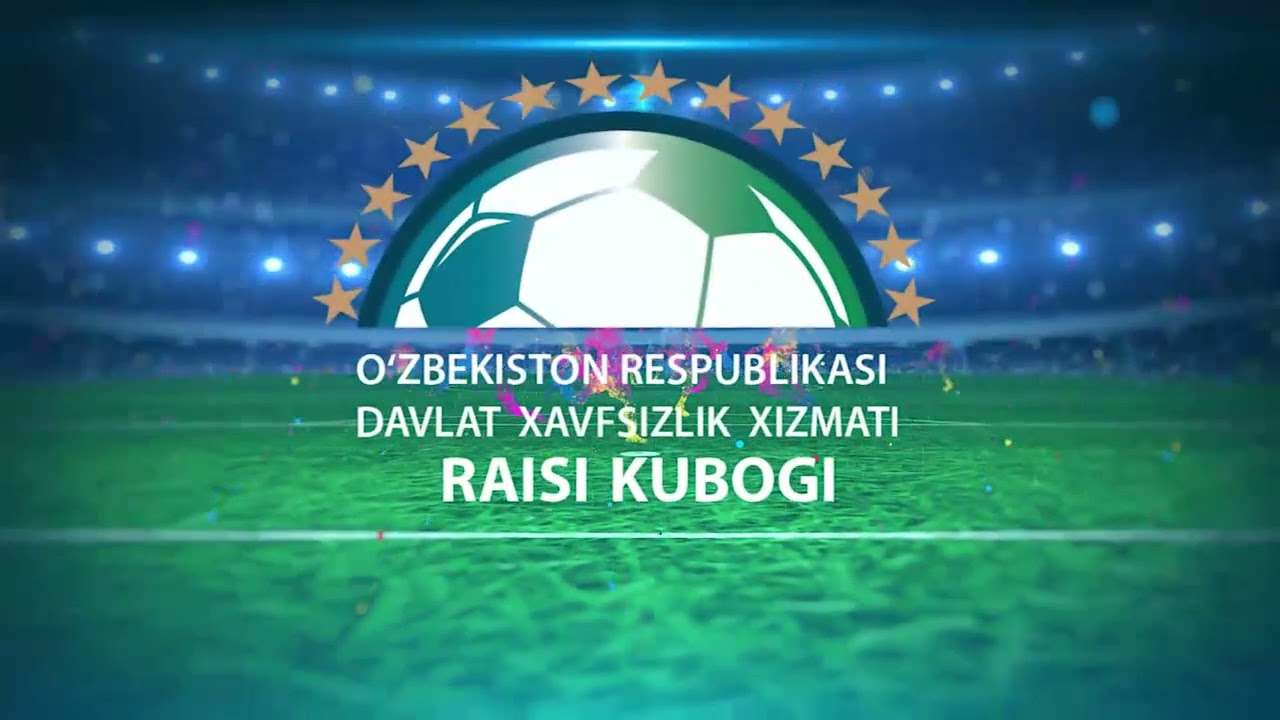
国家安全保障局カップ

ウズベキスタン共和国国家保安局、スポーツ省、青少年局の協力により、国家保安局カップ（ウズベク語: DXX kubogi）が開催される。
また、高等教育・科学・イノベーション省、内務省、サッカー協会と協力して学生カップ大会も主催している。

## スポンサー
ウズベキスタンプロサッカーリーグは、2018年から2019年にかけて「ペプシコ」と提携しました。2019年以来、コカコーラビバレッジウズベキスタンはウズベキスタンスーパーリーグのタイトルスポンサーとなっています。マスメディアや公式イベントでは、ウズベキスタンサッカー選手権のトップディビジョンはコカコーラスーパーリーグと呼ばれています。2020年には、保険会社「アペックス保険」との提携を確立しました。同社は、リーグに登録されている1,500人以上のプロ選手に健康保険を提供しています。2023年3月16日、「BMBホールディング」社がスーパーリーグの公式スポンサーになりました。[11]また、2023年には、情報ポータルOlcha.uzと民間航空会社「セントラムエア」がウズベキスタンプロサッカーリーグのパートナーになりました。 2024年2月28日、ウズベキスタンの家電市場で最大のブランドとされる「アルテルエレクトロニクス」社が、2026年末までスーパーリーグのタイトルスポンサーとなった。今年3月12日、「ウズカード[ru; sah; uz]」社がウズベキスタンプロサッカーリーグの公式パートナーとなった。

## 実績
ウズベキスタン プロ サッカー リーグは、アジア大陸におけるライセンス取得のリーダーの 1 つです。2021 年末には、12 のウズベキスタン クラブがアジア サッカー連盟のライセンスを取得し、これは大陸で 3 番目に優れた結果となりました。2021 年には、女子チームのうち、ウズベキスタンの 2 つのクラブがアジアで初めてライセンス取得に成功しました。
ウズベキスタン共和国法務省とウズベキスタン非政府組織全国協会は、2021 年の「最も透明性の高い非政府組織トップ 20」のリストに UzPFL を含めました。
毎月、ウズベキスタンの最高のサッカー クラブ、最優秀女性/男性選手、最優秀審判員、その他のノミネートの受賞者を決定し、年末に表彰式を開催します。

## リンク
- ウズベキスタンプロサッカーリーグ (@uzpfl) - Instagram
- ウズベキスタンプロサッカーリーグ (pfluzb) - Facebook
- ウズベキスタンプロサッカーリーグ (@pfl_uz) - X（旧Twitter）
- ウズベキスタンプロフットボールリーグ // LinkedIn
- ウズベキスタンプロフットボールリーグ // WhatsApp
- ウズベキスタンプロサッカーリーグ - Telegram

- ウズベキスタンプロサッカーリーグ (@uzpfl) - TikTok

- 映像 - YouTube